# Kave
Kave (lateinisch cavus; "hohl", lateinisch cavum; "Höhlung") ist in der Geomorphologie eine geschlossene Hohlform als Teil der Erdoberfläche, deren tiefster Punkt tiefer liegt als sämtliche Punkte der Umgebung.